# Paraglobivalvulininae
Paraglobivalvulininae es una subfamilia de foraminíferos bentónicos cuyos taxones se han incluido tradicionalmente en la subfamilia Biseriammininae, de la familia Biseriamminidae, de la superfamilia Palaeotextularioidea, del suborden Fusulinina y del orden Fusulinida. Su rango cronoestratigráfico abarca desde el Midiense (Pérmico medio) hasta el Changhsingiense (Pérmico superior).

## Discusión
Clasificaciones más recientes incluyen Paraglobivalvulininae en la familia Globivalvulinidae, de la superfamilia Globivalvulinoidea, del suborden Endothyrina, del orden Endothyrida, de la subclase Fusulinana y de la clase Fusulinata.

## Clasificación
Paraglobivalvulininae incluye a los siguientes géneros:
- Paraglobivalvulina †
- Paraglobivalvulinoides †
- Septoglobivalvulina †
- Urushtenella †